# Sojuz MS-19
Sojuz MS-19 – misja kosmiczna statku kosmicznego Sojuz do Międzynarodowej Stacji Kosmicznej. W składzie załogi jest reżyser Klim Szypienko oraz aktorka Julija Peresild którzy nakręcą sceny w kosmosie do filmu Wyzow. Aktorka oraz reżyser powrócą na Ziemię po 12-dniowym pobycie w kosmosie, na pokładzie Sojuza MS-18.
Start z kazachskiego Bajkonuru odbył się 5 października 2021. Dokowanie do stacji odbyło się po 3 godzinach lotu.

## Załoga

### Podstawowa
- Anton Szkaplerow (4. lot) – dowódca statku kosmicznego (Rosja, Roskosmos);
- Klim Szypienko (1. lot) – inżynier pokładowy, film Wyzow (Rosja, Roskosmos);
- Julija Peresild (1. lot) – inżynier pokładowy, film Wyzow (Rosja, Roskosmos);

### Powrotna
- Anton Szkaplerow (4. lot) – dowódca statku kosmicznego (Rosja, Roskosmos);
- Piotr Dubrow (1. lot) – inżynier pokładowy (Rosja, Roskosmos);
- Mark Vande Hei (2. lot) – inżynier pokładowy (USA, NASA);

## Galleria

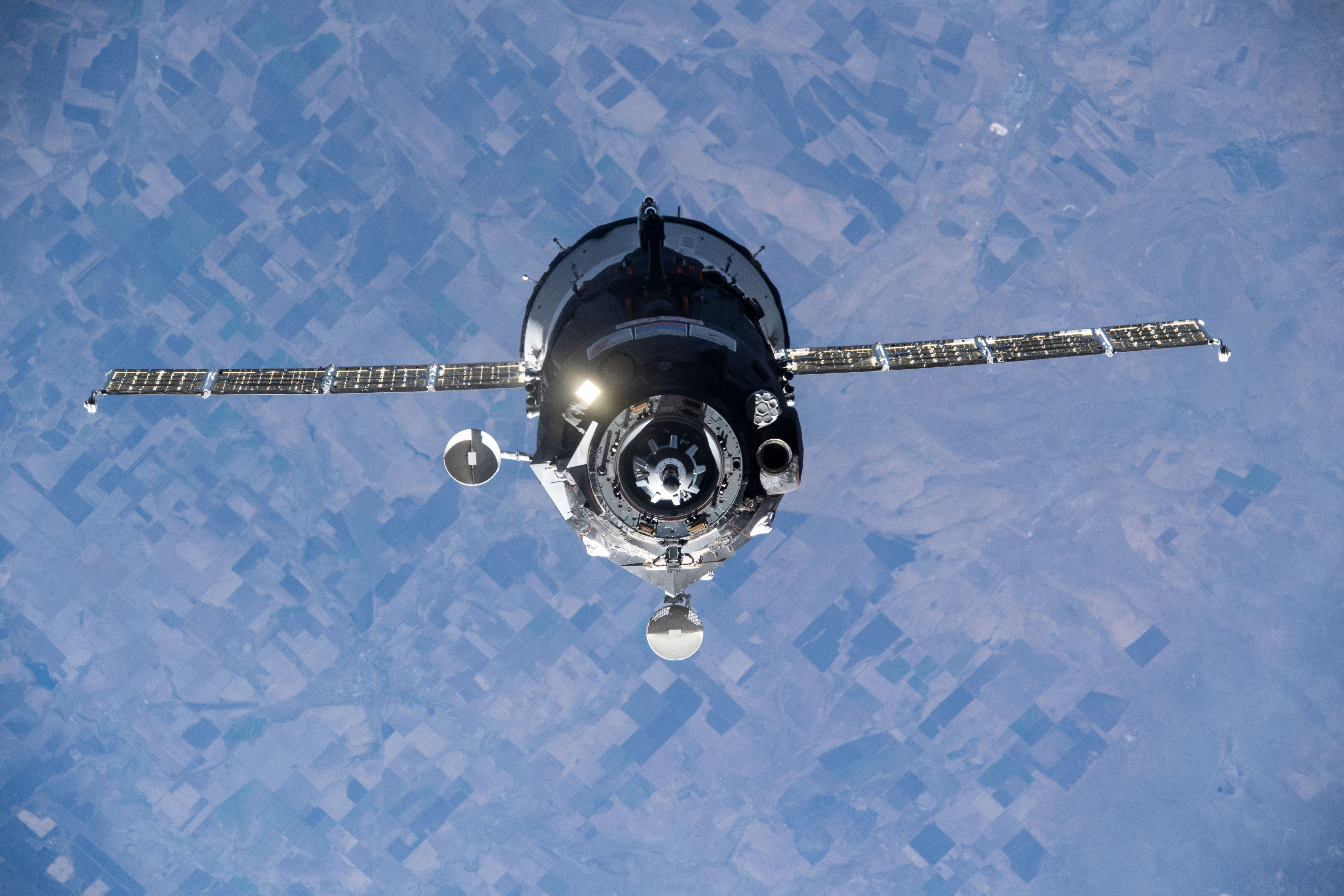
Sojuz MS-19 podchodzi do dokowania